# ウルバヌス8世 (ローマ教皇)
ウルバヌス8世（ラテン語: Urbanus VIII, 1568年4月5日 - 1644年7月29日）は、バロック時代のローマ教皇（在位：1623年8月6日 - 1644年7月29日）。本名、マッフェオ・ヴィンチェンツォ・バルベリーニ（Maffeo Vincenzo Barberini）。三十年戦争を通じてみせた聖職者というよりは政治家・統治者としての姿、学問と芸術の庇護、目にあまるネポティズム（親族登用主義）など、さまざまな意味で最後の中世的教皇であった。彼は文化・芸術の庇護者であり、教会改革を進め、教皇国家の領域を史上最大のものに拡大させたが、彼の治世で発生した巨額の負債はローマ教皇庁を弱体化させ、長期にわたってヨーロッパに対し政治的・軍事的影響力を維持していくことを困難なものにした。なお、彼の時代にガリレオ・ガリレイの裁判（第2次裁判）がおこなわれたことでも知られている。

## 生涯

### 教皇選任まで

「マッフェオ・バルベリーニ（30歳、のちのウルバヌス8世）の肖像」（1598年、カラヴァッジォ画）

マッフェオはフィレンツェの実力者で、カトリック教会に最も寄付を多くおこなっていた富裕な商人のひとつであったバルベリーニ家の出身である。父はアントニオ・バルベリーニ、母はカミラ・バルバドーリであった。彼は、ローマの学院で学んだが、そこはイエズス会によって質の高い教育がほどこされていた。1589年にはピサ大学より法学博士号を受けている。
やがてローマ教皇庁の首席書記官だった伯父の引き立てにより教皇庁で働くようになり、若くしてシクストゥス5世からグレゴリウス15世にいたる歴代教皇の側近として活躍した。クレメンス8世の時代に首席書記官になると、フランス王アンリ4世の宮廷にむけた教皇大使としてパリへ赴いた。教皇大使は、ローマ教皇の代理として教会改革を推進し、一方では教皇権とヨーロッパ諸国とを仲介する要職である。1604年、クレメンス8世は彼をナザレの司教に叙任した。パレスティナに所在するナザレの町は当時オスマン帝国の支配下にあったため、形ばかりの役職にすぎなかったが、イエス・キリストの育った地であり、名誉職には違いなかった。そのころ彼は、叔父の死によってその遺産を相続し、それにより豪華なルネサンス様式の宮殿をローマ市内に購入している。
パウルス5世の下でもフランス宮廷付教皇大使に任じられ、1606年には38歳で枢機卿に昇進し、1608年にはスポレートの司教、1617年には教皇庁のボローニャ使節にも任命された。
前任のグレゴリウス15世が熱病（マラリア）によって死去したのは1623年7月8日のことであった。
グレゴリウス15世死後の、マッフェオ・バルベリーニが教皇ウルバヌス8世として選出された教皇選挙会議は、混乱をきわめた。閉鎖空間にてマラリアが蔓延し、枢機卿10人および付き人数十人が熱病に倒れ、8人が死亡した。特に有力な候補者の一人ボルケーゼ卿は重病の床にあって立候補を断念せざるをえなくなった。マッフェオもまた感染したが、壮健であったためか回復した。さらに、24人いる枢機卿に対し20枚の用紙しか配られないなど、投票手続きにも不備があった。しかし最終的には、それまで順調に出世してきたマッフェオしかないという妥協的な雰囲気のなかで、55歳のマッフェオ・バルベリーニが必要な得票数を得て教皇の座に就いた。1623年8月6日のことである。

### 教皇ウルバヌス8世の治世

#### 教皇就任
マッフェオ・バルベリーニはグレゴリウス15世の後継者としてウルバヌス8世を名乗った。教皇選挙の際に、ヴェネツィア共和国の特使ゼノは以下のような記述を書き残している。
自分が教皇に選ばれた選挙会議において、さまざまな策略や駆け引きが教皇庁内で繰り広げられていることを目にしたウルバヌス8世は、枢機卿会からは一定の距離を置くよう努め、自分自身の判断と自分の一族を頼みとして、生家バルベリーニ家の人びとをはじめとする親族を次々に昇進させていった。サン・ピエトロ大聖堂内の彼の墓の彫像の左肩、彫像の土台、石棺の上にはそれぞれ、バルベリーニ家の紋章であるミツバチが彫られている。ウルバヌスは親族登用によって自己の勢力拡大を図ったのである。
縁故主義を壮大なスケールで展開し、親族には彼によって莫大な富がもたらされたので、それはあたかも「バルベリーニ王朝」の様相を呈した。弟のアントニオ・マルチェッロ・バルベリーニ（老アントニオ）がおり、甥のフランチェスコ・バルベリーニ、タッデオ・バルベリーニおよびアントニオ・バルベリーニ（若アントニオ）はいずれも枢機卿に就任した。甥のタッデオはまた、バルベリーニ家が所有していたコムーネであったパレストリーナの地名を冠して「パレストリーナ（公国）の公子」と称され、カストロ戦争の際には教皇軍の司令官に任じられた。

#### 教会改革と宣教

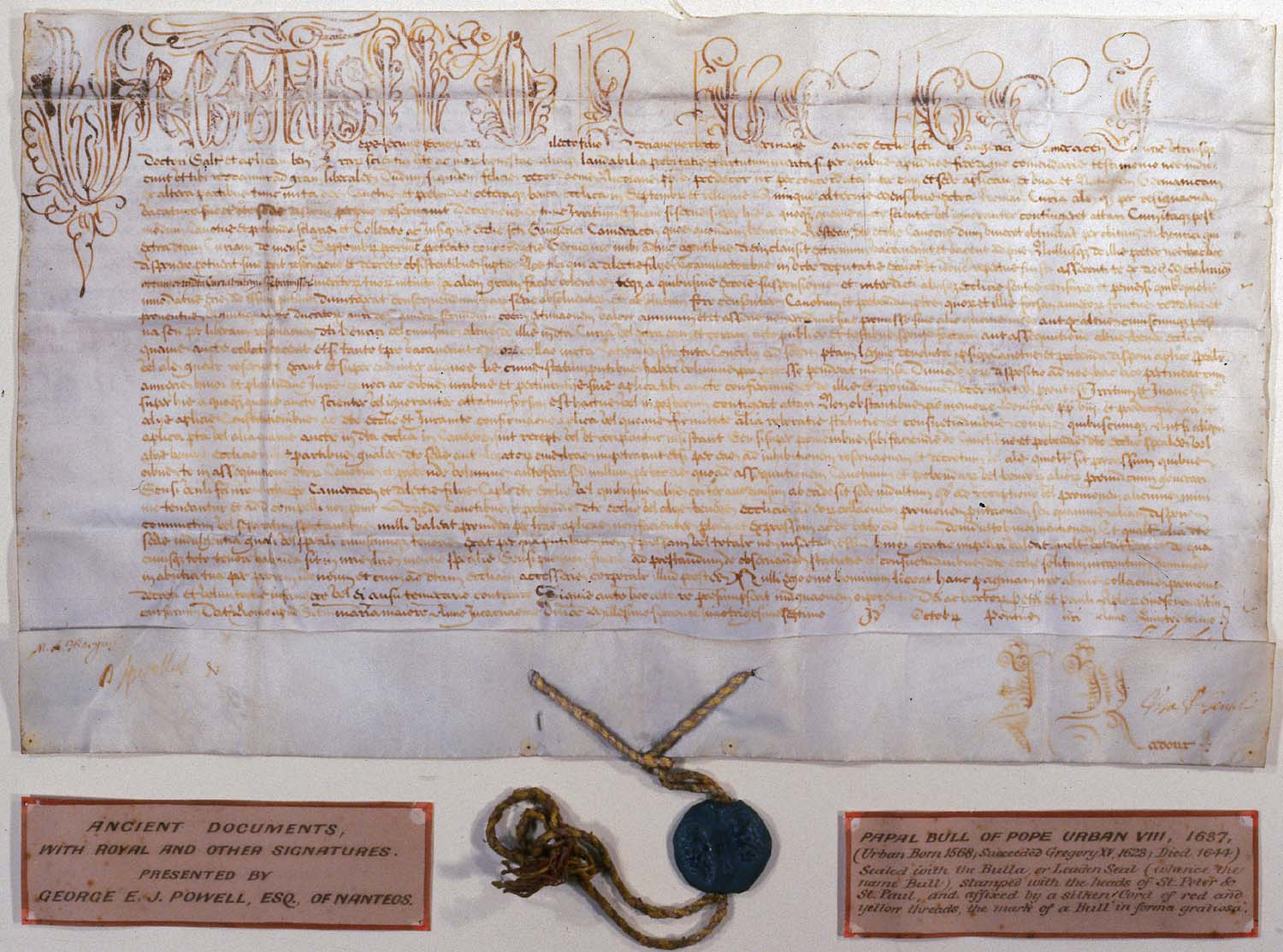
ウルバヌス8世の教皇勅書

ウルバヌス8世はイサベル・デ・アラゴンやアンドレア・コルシーニなど多くの聖人を列聖し、聖別法を制定した。また、聖マリア訪問童貞会やヴァンサン・ド・ポールが創立したラザリスト会といった新しく設立された修道会を認可し、聖務日課書を改訂するなど教会改革に熱心であった。
教皇権の強化にも取り組み、ヨーロッパ外の伝道にも熱心で、布教活動にあたる聖職者を要請する教育機関「コレギウム・ウルバヌム」（ウルバヌス学院）を創設した。コレギウム・ウルバウムは主として新大陸布教の教育機関の役割を担わされた。ウルバヌスはまた「普遍教会の導き手」として、1545年のトリエント公会議に倣い、同様の議題を策定しようと図ったが、これには失敗している。
1638年の教皇勅書は、伝道組織に加わった南アメリカ大陸先住民の奴隷化の禁止により、南米でのイエズス会の宣教とそのあり方を保護した。また、同時に中国と日本の宣教師の業務のイエズス会による独占を撤廃し、すべての修道会の宣教師に対し、これらの国々の伝道の道をひらいた。
またウルバヌス8世は1624年、神聖な場所で煙草（たばこ）を吸う行為に対して破門など厳罰に処することを可能とする教皇勅書を発したが、これはのちにベネディクトゥス8世によって撤回された。

#### 軍事と外交
ウルバヌス8世の治世は神聖ローマ帝国を舞台として長く続いた三十年戦争（1618年 - 1648年）がヨーロッパ全体に暗い影を落としており、プロテスタント勢力の台頭もあって、ローマ教会にとっても多事多難の時期であった。教皇自身もヨーロッパ列強の思惑に対し、ときに対等に渡りあい、ときには左右されながら、世俗君主同様、ヨーロッパ内の一勢力としての政治的駆け引きを余儀なくされた。1626年にはウルビーノ公国を教皇領に編入し、1627年にはマントヴァ公国でゴンザーガ家の直系男子が途絶えると、ハプスブルク家の影響力に圧倒されながらも、その意に反してヌヴェール公カルロ1世を後継者に推している。1631年にはイタリア半島北東部のサンマリノの独立を承認した。
戦乱のなかでウルバヌス8世は自領の軍事力の充実を図っている。彼はローマ教皇領を拡大した最後の教皇となり、教皇領は史上最大となった。マントヴァとの境に近いカステルフランコ・エミーリアおよびチヴィタヴェッキア港を要塞化し、ローマのサンタンジェロ城を強化し、すでにティヴォリにあった兵器工場をバチカンにも増設している。また、軍事力増強政策の一環として、ウルバヌスがローマのパンテオンの青銅の桁をはずして大砲を製造したことは大きな物議をかもし、「蛮族（バルバリ）すら成し得なかったことをバルベリーニが成し遂げた」（"quod non fecerunt barbari, fecerunt Barberini"）と皮肉られた。
ウルバヌス8世は、前代のグレゴリウス15世とは異なり、中立を保ちながらもフランスへの接近を図った。それは、1527年に起きたローマ略奪のような事態を回避し、イタリアにおける神聖ローマ帝国＝ハプスブルク家の野望に対抗するためであったが、そのことは逆に、ブルボン王朝に仕え、フランスをヨーロッパ一の強国に成長させるべく尽力したルイ13世の名宰相リシュリュー枢機卿の政治手腕に翻弄される結果をもたらした。更に教皇使節として派遣したジュリオ・マッツァリーノをリシュリューに引き抜かれて自身の後継者に据えられ、ルイ14世の名宰相マザラン枢機卿を誕生させてしまっている。ウルバヌスは、1635年に神聖ローマ皇帝フェルディナント2世がドイツのプロテスタント勢力と和議を結んだ際にも、ただ、それを追認するほかなかった。また1636年、ウルバヌスはケルンに平和会議を招集し、フランス・ドイツ間の和解を図ろうとして失敗している。ウルバヌス8世がスウェーデンやオランダなどプロテスタントと同盟したフランスを支持したために、教皇権の権威はかえって失墜し、ヨーロッパにおける教皇の影響力が低下したことで、ローマ教会はドイツでの巻き返しを実現することがかえって困難になった。そのため、ウルバヌスはイタリア半島における利権の確保に注力せざるをえなくなったのである。

#### 学問と芸術

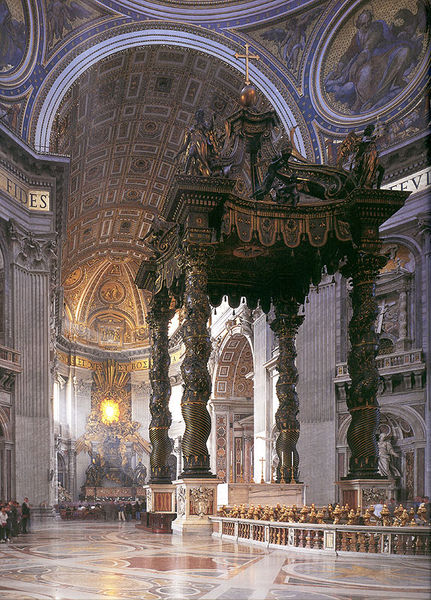
ジャン・ロレンツォ・ベルニーニによるサン・ピエトロ大聖堂の天蓋

ウルバヌス8世は、1633年にガリレオに自説を撤回させたことで、歴史に名前を残すことになった（詳細後述）。しかし、その一方で学問と芸術の守護者でもあった。高い教養で知られたウルバヌス8世は、画家、彫刻家、建築家を最も助成した教皇の一人だった。
「聖テレジアの法悦」（1648年）で知られる大芸術家ジャン・ロレンツォ・ベルニーニは、ウルバヌス8世によってローマのあらゆる芸術活動を任された人物であり、その一環としてサン・ピエトロ大聖堂の内装に取り組んだ。ウルバヌスはベルニーニに対し内陣の天蓋（バルダッキーノ）制作を委嘱しており、1626年、内部は改造中のままサン・ピエトロ大聖堂の献堂式が行われた。サン・ピエトロ大聖堂の天蓋は、1624年から1635年まで完成に11年の歳月を要しており、また、使徒ペトロの墓の天蓋は教皇領の年間歳入の10倍の費用がかかったといわれている。サンピエトロ大聖堂の天蓋と、ウルバヌス8世死後に大聖堂内陣につくられた「聖ペトロの司教座」（1656年 - 1666年）は、ベルニーニによるバロック芸術の傑作といわれる。それは、彫像的な性格を有した建築装置であり、絵画・彫刻・建築それぞれの特質を融合して一つの目的のために駆使した、いわば「総合舞台芸術」であった。
ベルニーニは、ウルバヌス8世と甥の枢機卿タッデオによりローマのバルベリーニ宮殿の建築にもかかわった。バルベリーニ家の栄光をたたえるフレスコ画はピエトロ・ダ・コルトーナによって描かれた。そのほか、教皇による建設事業ではバルベリーニ広場の「トリトーネの噴水」が特によく知られている。ウルバヌス8世はまた、カステル・ガンドルフォに別荘としてガンドルフォ城を築き、以後同地は歴代ローマ教皇の避暑地となった。また、フランスの画家ニコラ・プッサンとクロード・ローランをローマに招いて創作活動に従事させ、ドイツ出身のイエズス会の碩学アタナシウス・キルヒャーもローマに招いている。甥の枢機卿フランチェスコ・バルベリーニは、プッサンおよび シモン・ヴーエを庇護した。

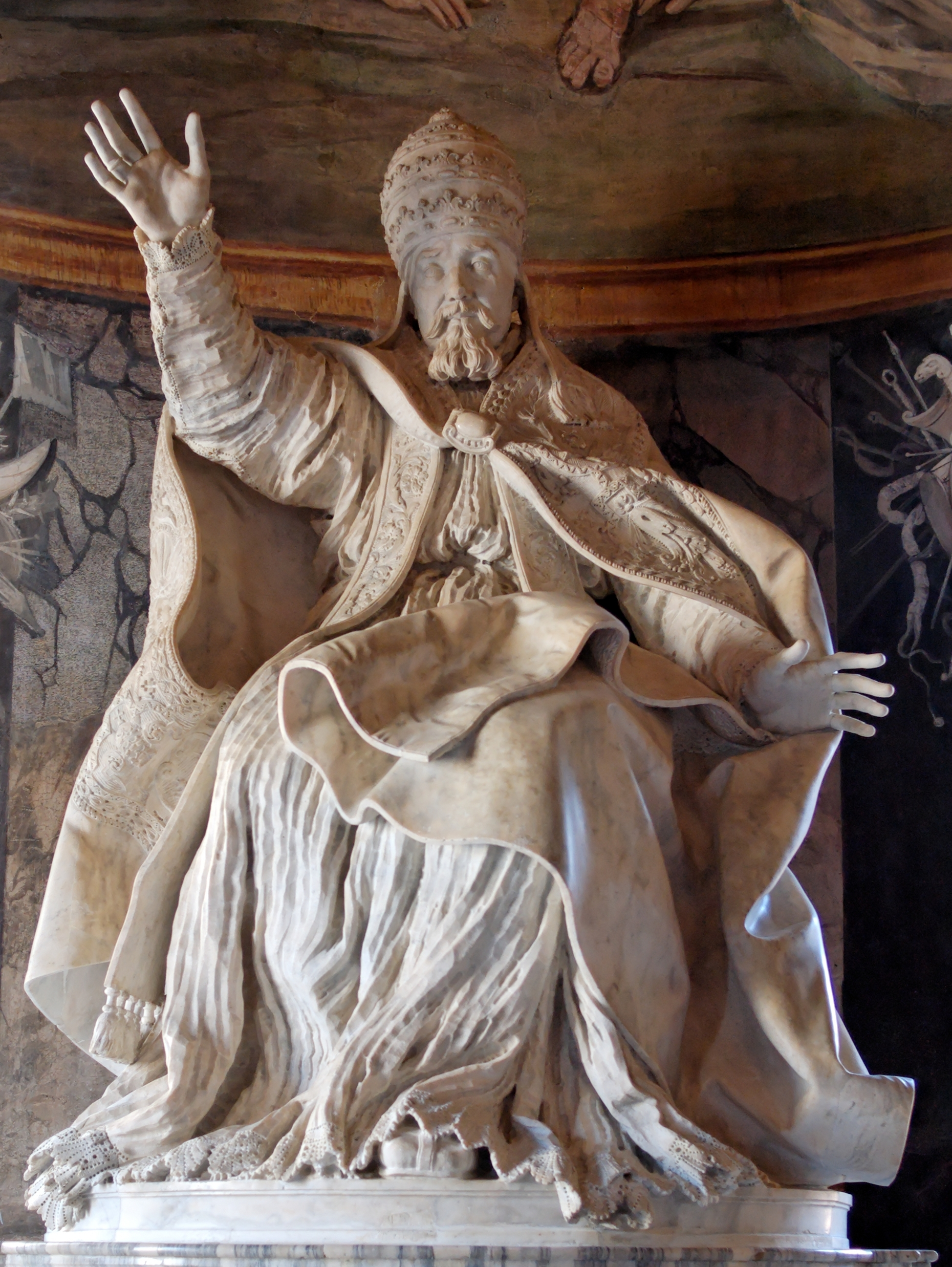
祝福を授けるポーズの教皇ウルバヌス8世（ジャン・ロレンツォ・ベルニーニとその生徒による1635年-1640年の作品、サン・ピエトロ大聖堂内の墓の彫像）

1640年、ネーデルラント出身の神学者コルネリウス・ヤンセンは古代の教父として著名なアウグスティヌスの思想から大きな影響を受け、その恩寵説をもとに、その人間の自由意志の無力さや腐敗した人間本性の罪深さを強調した『アウグスティヌス－人間の本性の健全さについて－』を発表した。ウルバヌス8世がこれに対し、1643年の回勅「イン・エミネンティ」においてヤンセンの著作を断罪したことは、そののち長く続いた「ジャンセニスム論争」の幕開けとなった。

#### ネポティズムと教皇の最期
ウルバヌス8世の治世において特徴的なことは、大規模なネポティズム（親族登用主義）による人事である。バルベリーニの一族によって教皇庁とローマは牛耳られ、多くの富がバルベリーニ家にもたらされた。それに不満をもつローマ市民も少なくなかった。ウルバヌス8世は、中世を通じて教皇庁の諸悪の根源として批判されていたネポティズムを大々的におこなった最後の教皇となった。これには当然弊害もあり、晩年のウルバヌス8世は強欲な甥たちを信用した結果、1641年から1644年にかけてのイタリア内部の抗争に介入し、教皇庁の財源はそれにより大きな痛手を受けた。
1644年、ウルバヌス8世は76歳で死去した。死因はパルマ公オドアルド1世との争いによる心労ともいわれている。枢機卿会との対立から始まった教皇ウルバヌスの治世の最後は、ローマでの民衆暴動で締めくくられた。ウルバヌス8世は教会の財源を浪費したのみならず、イタリアで無謀な戦争を重ねてきたため、門閥主義に対する反感もあって、その人気は地に堕ちていたのである。
ウルバヌス8世の死以降、教皇庁では改革意識の高まりとともにネポティズムの反省がなされ、その根絶が目指されるようになった。

## ウルバヌス8世とガリレオ裁判
ウルバヌス8世はガリレオ裁判と縁が深い。元々教皇即位前のウルバヌス8世とガリレオは親しい友人であった。ガリレオはパウルス8世（在位：1605年 - 1621年）によって批判され、ウルバヌス8世の時代になって再び異端者として糾弾された。1623年のガリレオの著作『贋金鑑識官』はウルバヌス8世の支援で出版され、同書は教皇に献呈されたものであったにもかかわらず、ガリレオは自説を放棄させられた。
- 1616年…ガリレオに対するローマ教皇庁異端審問所の第1回宗教裁判。ガリレオは地動説を唱えないよう、注意を受ける。この際、枢機卿時代のウルバヌス8世も裁判に参加している。
- 1623年…ガリレオの『贋金鑑識官』がウルバヌス8世への献辞をつけて刊行。
- 1632年…『天文対話』刊行。地動説論者、天動説論者、中立派の3人による対話という形式で書かれている。教皇庁の許可を受けての出版であるが、物分りの悪い人物として描かれている天動説論者はウルバヌス8世をあてこすったものだという讒言があり、教皇を怒らせたという。
- 1633年…ガリレオに対する第2回宗教裁判で異端の判決が下される（終身刑とされるが、直後にトスカーナ大公国（フィレンツェ）ローマ大使館での軟禁に減刑）。

なお、P.G.マックスウェル・スチュアートは、ウルバヌス8世が天動説への共感や確信によりガリレオを断罪したというよりは、当時としては異端の臭いのする地動説に何か怪しさを感じただけにすぎなかっただろうと述べている。

## サンマリノ独立承認
1631年、ウルバヌス8世はサンマリノの独立を承認した。サンマリノはこのとき以来独立を保持し、現存する独立国家では最古の共和制国家である。なお、サンマリノの国名は、4世紀初め、マリーノという名の石工がローマ皇帝によるキリスト教迫害を逃れ、この地に潜伏してキリスト教徒の共同体をつくったという伝説にちなんでおり、石工マリーノを「聖（サン）マリーノ」と呼称したことに由来している。

## 人物
アンドレア・ニコレッティの『教皇ウルバヌス8世の生涯』によれば、ウルバヌス8世は身長が高く、均整のとれた筋骨たくましい堂々たる体格で、肌はオリーブ色、声は朗々としていたという。また同書には、ウルバヌス8世が「すばらしい知力と博覧強記」の持ち主で、大きな頭、広い額、形のよい鼻、四角いあごひげをもち、頬は本来ふくよかであったが、晩年にはげっそりとこけてしまったことを記載している。

### 教養人ウルバヌス8世
カトリックの伝統と人文主義の新しい潮流が混淆したローマの学院で学んだウルバヌス8世は、トスカーナ語、ラテン語、ギリシア語で著作を執筆した教養人であり、ラテン語の詩作に優れ、多くの作品をのこした。その外交・軍事政策には失敗も少なくないウルバヌス8世であったが、今日でいうメセナ（学問芸術への助成）活動についてはしばしば高い評価もあたえられる。シクストゥス5世によるローマ再整備ののち、その装飾を完成させ、ローマをヨーロッパ随一の芸術の都としたのは彼の功績といえる。折しもこのころ、ローマではオラトリオ修道会が中心となって、それまでにない信仰心発露のスタイルとして新しい音楽ジャンル（オラトリオ）を編み出していた。ローマの祝祭は、華々しい行列やオラトリオなどの演出がウルバヌス8世の注力したバロック芸術と相まってにぎわい、巡礼や観光でローマを訪れる者は年間数十万人にもおよんだ。また、彼の理念はフランスではリシュリュー枢機卿や「太陽王」ルイ14世の養育係・宰相となったイタリア生まれのジュール・マザラン枢機卿に受け継がれることとなった。

### 魔術への傾倒

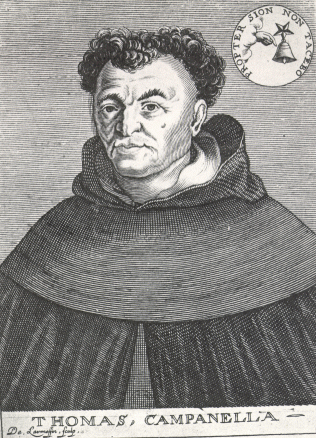
トマーゾ・カンパネッラ

猜疑心の強いウルバヌス8世は、占星術師にローマ在住の枢機卿の死期を占わせるようなことをしている。しかし、巷間では自分の詳細な運勢図が流れていることを知り、天界から悪意を受けないようにするため、ドミニコ会の修道士であったトマーゾ・カンパネッラの力を借りて、間近にせまった月食の悪影響を除去する儀式を行った。カンパネッラは、1589年から異端として長いあいだ投獄されていたが、1628年に釈放され、ウルバヌスの前に引き渡されたのである。カンパネッラの儀式はラテラーノ宮殿の教皇の間でおこなわれた。それは、密室の壁に白い絹がかけられ、薬草が焚かれ、太陽と月を意味する2つのランプと十二宮が用意されて占星音楽が奏でられるというものであり、キリスト教の教義からは著しく逸脱した魔術的な儀式であった。

## 年譜
- 1568年…のちのウルバヌス8世、マッフェオ・バルベリーニがフィレンツェで生まれる（4月5日）。
- 1604年…マッフェオ・バルベリーニがパリ教皇大使となる。
- 1606年…枢機卿となる。
- 1608年…スポレト司教となる。
- 1617年…ボローニャの教皇特使となる。
- 1623年…ウルバヌス8世としてローマ教皇に即位。ガリレオ・ガリレイ『贋金鑑識官』を発行。
- 1624年…ベルリーニ、サン・ピエトロ大聖堂天蓋の内装に着工。
- 1626年…ウルビーノ公国の教皇領編入。サン・ピエトロ大聖堂の献堂式を挙行。
- 1627年…ウルバヌス8世、布教活動のために「コレギウム・ウルバヌム」を設立。
- 1628年…トマーゾ・カンパネッラが釈放されてウルバヌス8世のために魔術的な儀式をおこなう。
- 1631年…サンマリノ共和国の独立承認。
- 1632年…ローマでバルベリーニ宮を着工。
- 1633年…第2次ガリレオ裁判。
- 1635年…ベルリーニによるサン・ピエトロ大聖堂天蓋が完成する。
- 1640年…コルネリウス・ヤンセンがジャンセニズムの思想を叙述した『アウグスティヌス』が出版される。
- 1643年…ウルバヌス8世、回勅でヤンセン『アウグスティヌス』を断罪。
- 1644年…ウルバヌス8世、ローマで死去（7月29日）。

## 親族・友人
兄にカルロ・バルベリーニ、アレクサンドロおよびニッコロ・バルベリーニ、弟にアントニオ・マルチェッロ・バルベリーニ（老アントニオ）がおり、6歳年上の兄カルロの子（ウルバヌス8世にとっては甥）にフランチェスコ、タッデオおよび若アントニオがいる。弟の老アントニオおよび3人の甥たちはいずれも、その親族登用策で枢機卿に就任した。モデナ公爵夫人となったルクレツィア・バルベリーニは「パレストリーナ公」と呼ばれたタッデオの長女である。タッデオの子には他にマッフェオ・バルベリーニ（若マッフェオ）、カルロ・バルベリーニがいる。
1667年に教皇となったクレメンス9世は、トスカーナのピストイア出身で、教皇となる以前の名をジュリオ・ロスピリオネージといい、ウルバヌス8世が教皇だったとき、学識豊かな教皇の周辺に集まった文人のひとりであった。彼はオペラの台本作者という顔を持ち合わせており、宗教オペラの様式を創出し、最初期の喜歌劇（コミック・オペラ）の台本を何本か手がけた異色の教皇である。ジュリオ・ロスピリオネージは若くしてバルベリーニ家に気に入られ、そのことが彼の昇進につながった。教皇就任後のクレメンスはまた、ウルバヌス8世のサン・ピエトロ大聖堂の改修事業に尽力した旧友のジャン・ロレンツォ・ベルニーニにサンタンジェロ橋の装飾を依頼しており、橋はベルニーニ自作の2体ふくむ10体の天使像の彫刻で飾られている。